# Ansett Australia
Ansett Australia (code AITA : AN ; code OACI : AAA) fut une compagnie aérienne australienne fondée en 1935, dont le siège était installé à Melbourne, Australie. Elle fit faillite en 2001.

## Histoire
- 1935, Reg Ansett créé Ansett Airways Pty. Ltd
- 1957, acquisition d'Australian National Airways, Ansett devenant Ansett-ANA (octobre).
- 1968, Ansett-ANA devient Ansett Airlines of Australia (novembre).
- 1990, Kendell Airlines devient une filiale
- 1999, devient membre de la Star Alliance
- 2000, transporteur officiel des Jeux olympiques de Sydney
- 2001, la société est en faillite

## Galerie

Frise chronologique des compagnies aériennes australiennes
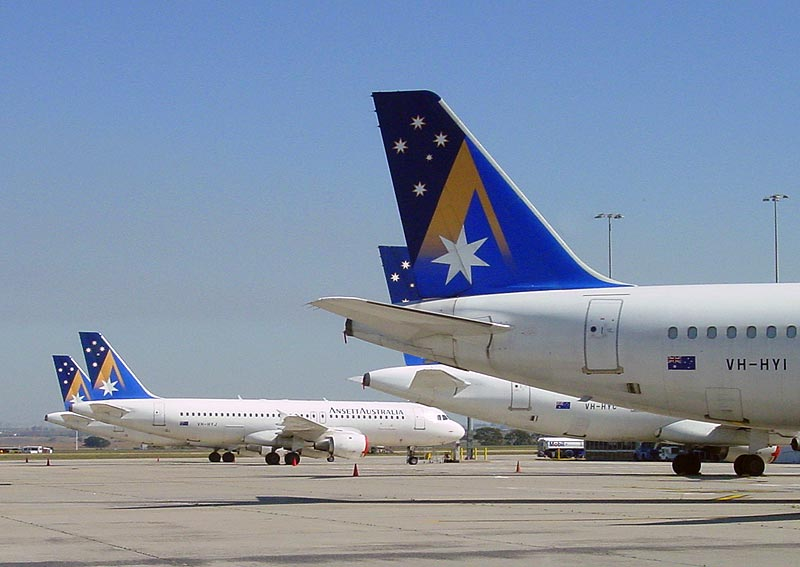
Les avions de la compagnie au sol après sa faillite en 2001.